# Darren Phillip
Darren Douglas Phillip (Londra, 18 marzo 1978) è un ex cestista britannico naturalizzato statunitense.

## Palmarès
- Coppa Korać: 1

Unicaja Málaga: 2000-01
- LEB Gold (2008)